# Loes Luca
Louise Diana Wilhelmina Catharina (Loes) Luca (Rotterdam, 18 oktober 1953) is een Nederlands actrice en comédienne die bekend is van onder meer Nénette et les Zézettes, Het Klokhuis, Ja zuster, nee zuster en de nieuwe versie van  't Schaep met de 5 pooten.

## Biografie
Luca groeide op aan de Vlietlaan in Rotterdam. Op haar zeventiende wilde Luca naar de Academie voor Expressie, maar ze werd geweigerd omdat ze geen Frans sprak en slechts drie jaar mulo had. Daarop vertrok ze voor een jaar naar Frankrijk als au pair. Bij terugkomst werd ze wél aangenomen. Met haar moeder Ina startte ze het duo The Petticoats, waar ze vooral in de gayscene populair waren, maar ook bij truckerfestivals, waar ze het volume opschroefden om de schreeuwende menigte "kleren uit", te overstemmen, en zo escalatie te voorkomen.
Ze is officieel docent dramatische vorming, maar het theater trok meer dan de klas. Met haar energieke, rappe stijl heeft ze meer dan 65 theater- en televisieproducties, films en zangvoorstellingen op haar naam staan.
In de jaren 80 was ze te zien in de serie Rok en Rol waarin ze vele typetjes speelde en waarin elke week een ander onderwerp werd behandeld (in samenwerking met Netty van Hoorn). Ook werkte Luca mee aan reclamespotjes voor het milieu ("Milieu, milieu?! Man, ik kom uit een voortréffelijk milieu!") en voor de thuiszorg.
Op 1 februari 2002, de avond voor het huwelijk tussen Willem-Alexander en Máxima, presenteerde ze een speciale avond voor het paar in de ArenA in Amsterdam. In datzelfde jaar won ze de Rembrandt Award voor 'beste actrice'.
In 2006 speelde ze voor het eerst solo in de theatervoorstelling Moordwijven; hiervoor werd ze genomineerd voor een Theo d'Or. Ook was ze te zien in  't Schaep met de 5 pooten.
In augustus 2008 overleed haar partner Harald van der Lubbe, broer van De Dijk-zanger Huub van der Lubbe. Haar dochter is filmmaker Nina Gantz.
In 2009 en 2011 speelde ze de rol van Toinette in het theaterstuk De ingebeelde zieke bij theatergezelschap De Utrechtse Spelen. Bij datzelfde gezelschap was ze in 2011 ook te zien in het theaterstuk Augustus: Oklahoma. Samen met Peter Blok speelt ze in 2012 in de theatervoorstelling Doek geschreven door Maria Goos.
In 2014 was Luca te zien in het theater in het stuk Bedscènes, met onder andere Peter Bolhuis. In 2015 verscheen zij in een nieuw seizoen van 't Schaep met de 5 pooten, genaamd Schaep Ahoy. In oktober 2015 ontving Loes Luca De Lof der Zotheidprijs. De jury kende haar de prijs toe omdat de Rotterdamse leeft en werkt in de geest van Desiderius Erasmus.

## Filmografie
- Dubbelleven aflevering Prettig weekend, meneer Meijer (1978), met haar moeder, als The Pettycoats
- Spetters (1980) - vriendin van motorbendelid
- Een vlucht regenwulpen (1981) - automobiliste
- Het meisje met het rode haar (1981) - An
- Het Veld van eer (1983) - Ada
- De Schorpioen (1984) - meisje aan de bar
- Abel (1986) - Christine
- Een maand later (1987) - stem van Ingrid
- Beppie (1989) - Evelien
- Theo en Thea en de ontmaskering van het tenenkaasimperium (1989) - serveerster
- De Noorderlingen (1992) - Moeder van Dikke Willie
- Seth & Fiona (1994)
- Wie aus weiter Ferne (1994) - boerin, fluitiste, koffiedame
- Luif (1996)
- De jurk (1996) - blinde vrouw
- Mijn Franse tante Gazeuse (1996) - vroedvrouw Willems[bron?]
- Minoes (2001) - stem van Tante Moortje
- Ja zuster, nee zuster (film) (2002) - zuster Klivia
- Lieve Mensen (zesdelige dramaserie uitgezonden door de VPRO, 2003/2004) - Iet
- Robots (2005) - stem
- Lepel (2005) - Oma Koppenol
- 't Schaep met de 5 pooten (2006) - Doortje Lefèvre
- Koning aan de Maas (regiosoap op TV-Rijnmond, 2008)
- 't Vrije Schaep (2009) - Doortje Lefèvre
- 't Spaanse Schaep (2010-2011) - Doortje Lefèvre
- Gooische Vrouwen (2011) - Barbara
- Hart tegen Hard (2011) - Karin Berendsen
- Anders Denken (2011) - Vanessa Pinto
- Golden Girls (2012) - Barbara Elderenbos
- De Marathon (2012) - Hannie
- 't Schaep in Mokum (2013) - Doortje Lefèvre
- Schaep Ahoy (2015) - Doortje Lefèvre
- Goedenavond dames en heren (2015) - Will
- De Prinses op de Erwt: Een Modern Sprookje (2016) - Koningin
- Deadweight (2016) - serveerster
- Familieweekend (2016) - zuster
- Huisvrouwen bestaan niet (2017) -  Loes
- De Matchmaker (2018) - Anneke
- Oogappels (2019-heden) - Ingrid Bouwhuis
- Baantjer: het Begin (2019) - Louise Montijn
- Mi Vida (2019) - Lou Welters
- Huisvrouwen bestaan niet 2 (2019) - Loes
- Maud & Babs (2021-heden) - Babs
- Ik wist het (2022) - Viola
- Uit het hoofd (2022) - zichzelf
- Ome Cor (2022) - Nel
- Kerstappels (2022) - Ingrid Bouwhuis
- Casa Coco (2022) - Paula
- Goudappels (2024) - Ingrid Bouwhuis

- Bibliothèque nationale de France: cb14200809c (data)
- Gemeinsame Normdatei: 1080039260
- International Standard Name Identifier: 0000 0000 0350 5961
- Library of Congress Control Number: no2012081311
- MusicBrainz: ca1240db-1ac2-4d53-a1f2-03be32b461d6
- Nederlandse Thesaurus van Auteursnamen: 072838043
- Système universitaire de documentation: 13971930X
- Virtual International Authority File: 44510424
- WorldCat: E39PBJmXPBbrvcvv3T7dC3p773